# Nuvuklit
Nuvuklit, tidigare namn Tangle Island, är en ö i Kanada.   Den ligger i territoriet Nunavut, i den nordöstra delen av landet, 2 700 km norr om huvudstaden Ottawa. Arean är 17,7 kvadratkilometer.
Terrängen på Nuvuklit är mycket platt. Öns högsta punkt är 30 meter över havet. Den sträcker sig 7,7 kilometer i nord-sydlig riktning, och 4,8 kilometer i öst-västlig riktning.